# Hermann Kümmell

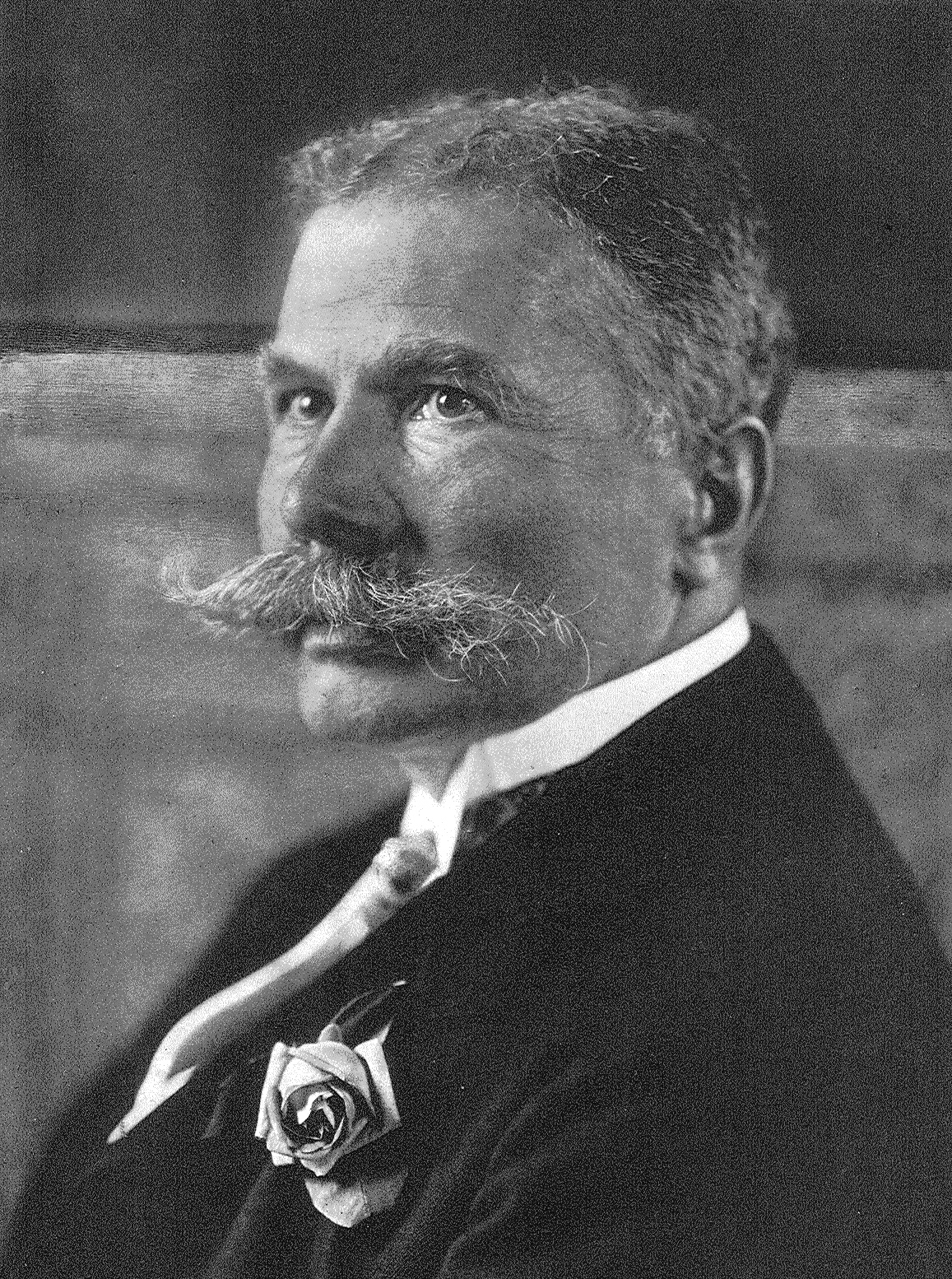
Hermann Kümmell (1905)

Hermann Kümmell (* 22. Mai 1852 in Korbach, Waldeck; † 19. Februar 1937 in Hamburg) war ein deutscher Chirurg und Hochschullehrer.

## Leben
Hermann Kümmell war der Sohn des Apothekers Friedrich Hugo Hermann Kümmell (1813–1867) und dessen Ehefrau Dorothea Wilhelmine Karoline, geborene Krüger (1819–1884). Nach dem Abitur 1872 an der Alten Landesschule Korbach studierte Hermann Kümmell an der Philipps-Universität Marburg, der Julius-Maximilians-Universität Würzburg, der Kaiser Wilhelms-Universität Straßburg und der Friedrich-Wilhelms-Universität zu Berlin Medizin. Er wurde Mitglied des Corps Hasso-Nassovia (1873) und des Corps Nassovia Würzburg (1874). Am 12. Mai 1875 wurde er in Würzburg zum Dr. med. promoviert.
Nach Abschluss seines Studiums wurde er Assistenzarzt bei Max Schede am Städtischen Krankenhaus Am Friedrichshain in Berlin. Er war in der inneren und in der chirurgischen Abteilung tätig. 1880 folgte er Schede nach Hamburg an das Marienkrankenhaus Hamburg. 1881 wurde er in den Academischen Club zu Hamburg aufgenommen. Seit 1883 leitender Arzt der chirurgischen Abteilung, folgte er 1895 Schede als Oberarzt (= Chef) am Neuen Allgemeinen Krankenhaus Eppendorf in Hamburg. 1907 erhielt Kümmell den Professorentitel. Er erhielt 1919 den ersten Lehrstuhl für Chirurgie an der neugegründeten Universität Hamburg und wurde 1921 zum Rektor gewählt. Den Lehrstuhl hatte er bis 1923 inne. Zwischen 1909 und 1926 leitete er die 1., 7., 15., 17., 23. und 26. Tagung der von ihm und Fritz König initiierten, 1909 gegründeten Vereinigung Nordwestdeutscher Chirurgen. Im November 1933 unterzeichnete er das Bekenntnis der deutschen Professoren zu Adolf Hitler. Kümmell wurde auf der Grabstätte seiner Familie auf dem Friedhof Ohlsdorf, Planquadrat S 8, beigesetzt.
Kümmell erkannte die Wichtigkeit der Antisepsis für die Chirurgie und führte sie bei Operationen ein. Er unterschied die Begriffe Antisepsis und Asepsis. In der speziellen Chirurgie befasste er sich mit dem Darmverschluss, dem Blasenkrebs und der Tuberkulose des Peritoneums. Bemerkenswert sind auch seine Forschungsbeiträge zur Neurochirurgie, Prostatavergrößerung und Gallenblase. 1885 hatte er zum ersten Mal den Ductus choledochus (mittels der ersten Choledochotomie) entfernt. Als einer der ersten Chirurgen nutzte er das Röntgen.
Kümmell heiratete am 27. Mai 1889 in Hamburg Marie, geborene Cramer (1866–1943). Sein Sohn Hermann Adolph Kümmell (1890–1969) war Chirurg in Kiel. Sein Enkel Eckart Kümmell war Rechtsanwalt in Hamburg.

## Schriften

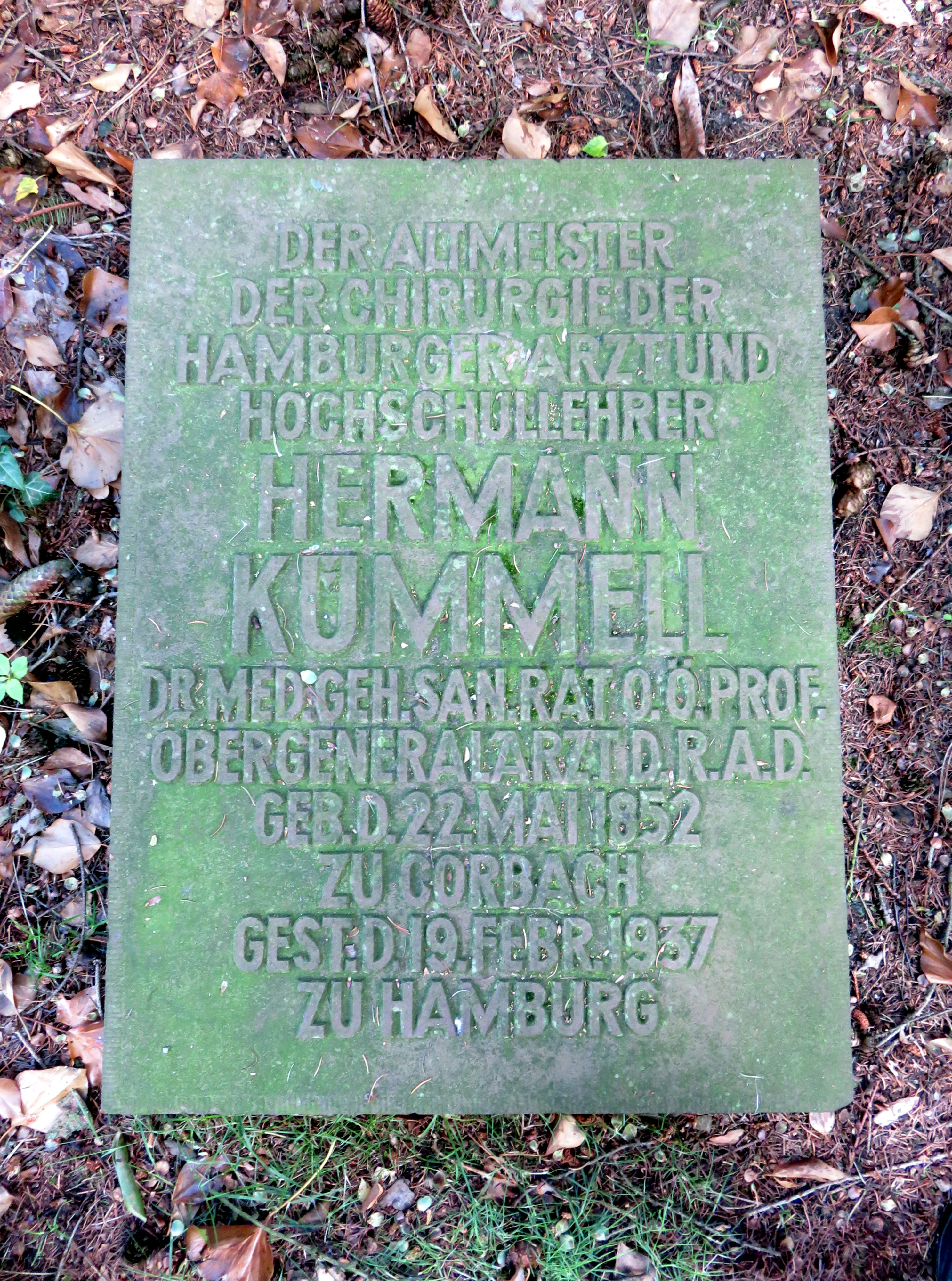
Grab auf dem Friedhof Ohlsdorf

- Krankheiten der Harnblase (mit Einschluss der Chirurgie), in: Wilhelm Ebstein (Hrsg.): Handbuch der praktischen Medicin, Bd. 3, Teil 1: Die Krankheiten der Harnorgane und des männlichen Geschlechtsapparates. Venerische Krankheiten. Enke, Stuttgart 1900, S. 181–356.
- Chirurgie der männlichen Geschlechtsorgane, in: Wilhelm Ebstein, Julius Schwalbe (Hrsg.): Chirurgie des praktischen Arztes. Mit Einschluß der Augen-, Ohren- und Zahnkrankheiten (= Handbuch der praktischen Medizin. Erg.-Bd.). 2. Auflage. Enke, Stuttgart 1907, S. 611–726.
- mit Henry Graff: Verletzungen und Erkrankungen der Nieren und Harnleiter, in: Ernst von Bergmann, Paul von Bruns (Hrsg.): Handbuch der praktischen Chirurgie. Band 4: Chirurgie des Beckens. 3., umgearbeitete Auflage. Enke, Stuttgart 1907, S. 75–340.
- Die Operationen an den Nieren, Nierenbecken und Harnleitern, in: August Bier, Heinrich Braun, Hermann Kümmell (Hrsg.): Operationen am Mastdarm, an den Harn- und männlichen Geschlechtsorganen und an den Extremitäten (= Chirurgische Operationslehre. Bd. 3). Barth, Leipzig 1913, S. 60–213.
- Operationen an Nieren und Nierenbecken, in: Friedrich Voelcker, Hans Wossidlo (Hrsg.): Urologische Operationslehre, Abteilung 2. Thieme, Leipzig 1921, S. 387–454.

## Ehrungen

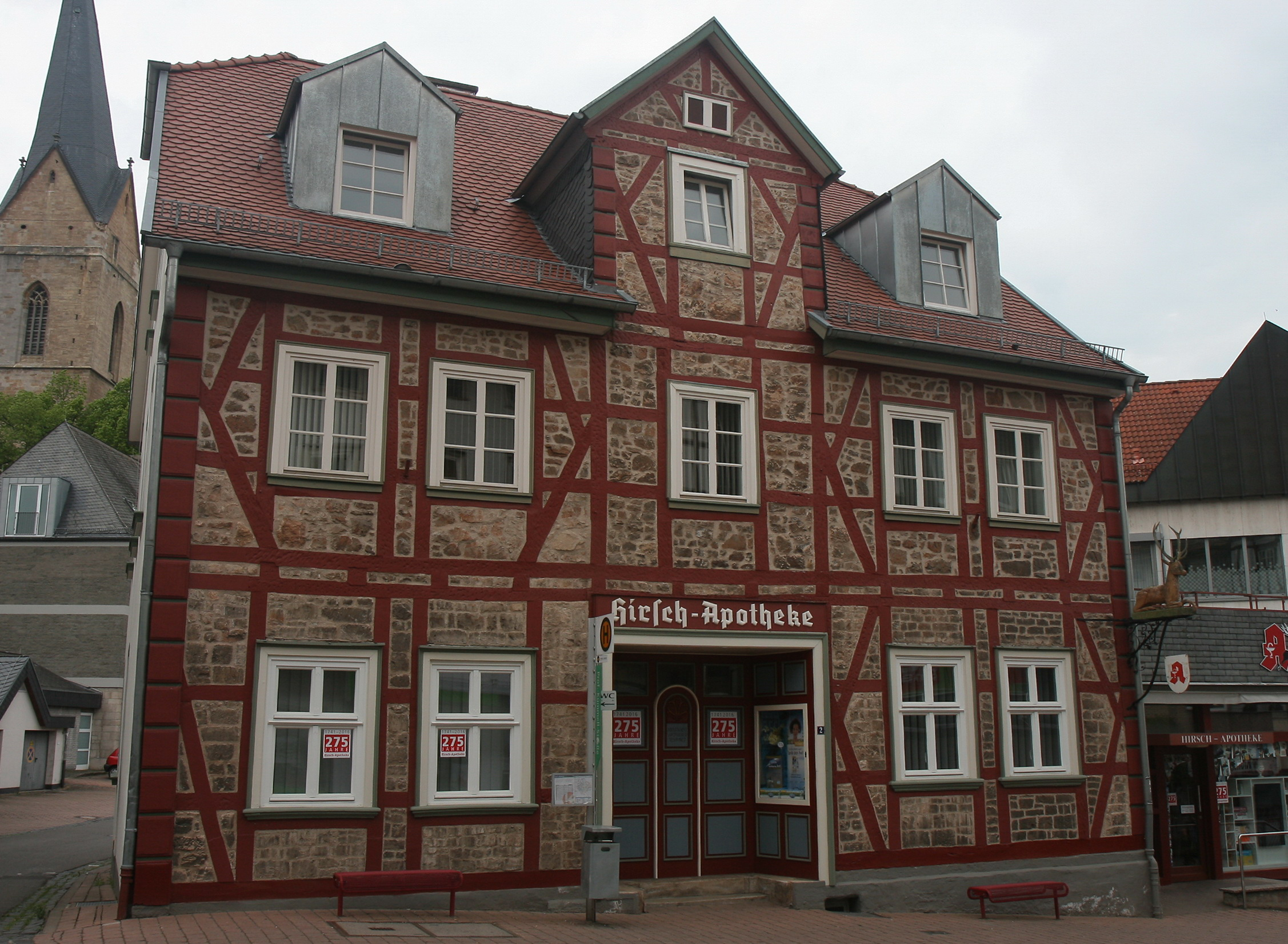
Geburtshaus in Korbach, Prof.-Kümmell-Straße 2

- Ehrenmitglied der Vereinigung Nordwestdeutscher Chirurgen
- Ehrenvorsitzender der Deutschen Gesellschaft für Chirurgie
- Geheimer Sanitätsrat (1913)
- Prof.-Kümmell-Straße in Korbach
- Kümmellstraße in Hamburg-Eppendorf[9]